# Critique du Talmud

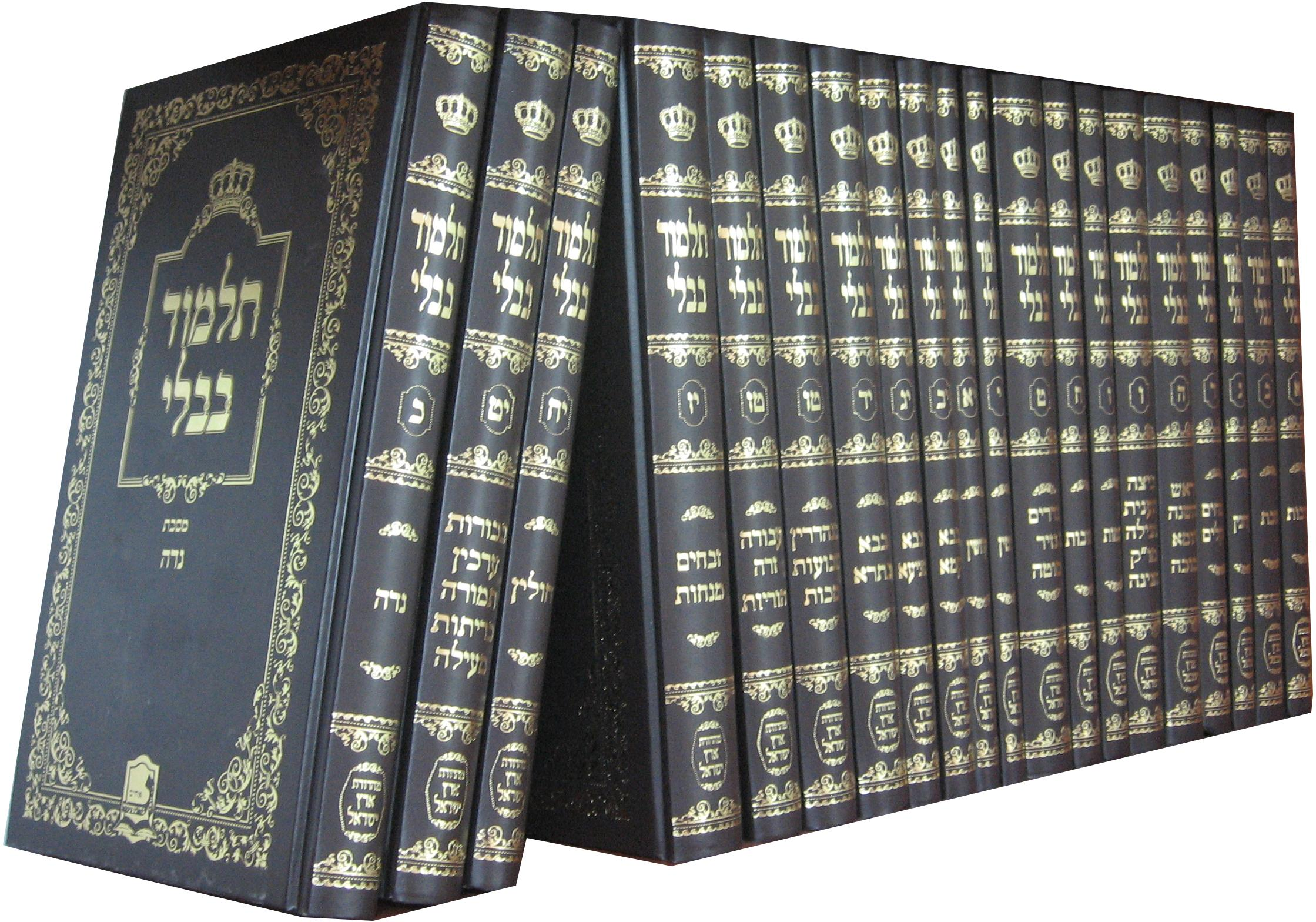
Le Talmud de Babylone

La critique du Talmud se réfère aux critiques et attaques contre les écrits du Talmud.

## Historique

### XVIesiècle
Johannes Pfefferkorn était un théologien catholique allemand converti du judaïsme. Pfefferkorn prêcha contre les juifs et tenta de détruire des exemplaires du Talmud, il fut engagé dans un long duel pamphlétaire contre Johann Reuchlin. Son livre le plus connu, Der Judenspiegel, est paru en 1507.
Martin Luther lui-même écrivit Des Juifs et de leurs mensonges contre le judaïsme en 1543, et recommanda de confisquer le Talmud aux Juifs.

### XVIIesiècle
Uriel da Costa était un philosophe juif du Portugal. À son arrivée aux Pays-Bas, DaCosta se détacha du judaïsme tel que pratiqué sur place. Il en déduisit que l'autorité rabbinique était trop obnubilée par le ritualisme et le légalisme. En 1616 il publia Propostas contra a Tradição (« Propositions contre la tradition »), 10 thèses attaquant la validité du Talmud et affirmant « la vanité et l'invalidité des traditions et commandements des pharisiens ». Le rabbin Samuel da Silva, un contemporain de DaCosta, écrit que DaCosta croyait que « la loi orale [du Talmud] était des mensonges et faussetés, que la loi écrite n'a pas besoin d'explications de la sorte et que lui et d'autres pouvaient le prouver. Il affirme que les lois qui gouvernent Israël et le gouverne lui-même encore n'étaient qu'une invention d'hommes ambitieux et méchants. Il affirme également qu'Israël pratique un culte étrange qu'il a l'intention de détruire ». Johann Andreas Eisenmenger était un orientaliste allemand auteur du livre Entdecktes Judenthum (« Le Judaïsme démasqué ») publié en 1700. Il travailla sur le livre durant 19 ans et traduisit plus de 200 sources en hébreu, yiddish, arabe et grec, en incluant des textes négligés. Ces traductions étaient scrupuleuses et précises, et sa critique du Talmud plus compréhensible et détaillée qu'aucune autre critique précédente. De nombreux critiques du Talmud postérieurs utiliseront des citations de son livre pour soutenir leurs critiques,.

### XVIIIesiècle
Denis Diderot critiqua le Talmud pour son mélange confus de principes qui conduisaient au fanatisme et au respect aveugle de l'autorité.

### Versions en ligne du Talmud
- Talmud online (1935 Soncino English edition)
- Talmud online (1918 Rodkinson English edition)

### Réponses aux critiques
- Responses to criticisms by Gil Student
- Responses to criticisms by Michael Gruda
- The Talmud in Anti-Semitic Polemics, Anti-Defamation League.
- Falsifiers of the Talmud